# Kūh-e Bīnālūd
Kūh-e Bīnālūd (persiska: کوه بینالود) är en bergskedja i Iran.   Den ligger i provinsen Khorasan, i den nordöstra delen av landet, 700 km öster om huvudstaden Teheran.